# Ellicottville (Nowy Jork)
Ellicottville – miasto w Stanach Zjednoczonych, w stanie Nowy Jork, w hrabstwie Cattaraugus.